# الکساندر زینچنکو
الکساندر زینچنکو (اوکراینی: Олександр Володимирович Зінченко؛ زادهٔ ۱۵ دسامبر ۱۹۹۶) یک بازیکن فوتبال اهل اوکراین است که در پست دفاع چپ برای باشگاه فوتبال آرسنال در لیگ برتر فوتبال انگلستان بازی می‌کند.

## باشگاهی

### منچسترسیتی
الکساندر زینچنکو در سال ۲۰۱۶ از تیم نوجوانان منچستر سیتی به تیم اصلی منچستر سیتی پیوست
او اوایل در بخش Reserves قرار می‌گرفت اما از فصل ۲۰۱۸ به بعد در بخش تعویضی‌ها شروع به کار کرد
او بازی‌های تقریباً خوبی برای سیتیزن‌ها انجام داد. اما به دلیل وجود دفاع چپ بهتر یعنی بنژامین مندی او شانس چندانی برای بازی کردن نداشت

### پی اس وی ایندهوون
در سال ۲۰۱۶ به تیم پی اس وی ایندهوون به صورت قرضی پیوست و با پیشرفتش و بازی خوبش در این تیم دوباره به منچستر سیتی بازگشت

### ارسنال
در نقل و انتقالات سال ۲۰۲۲ زینچنکو به ارسنال پیوست.
او دوران اوجش را در ارسنال می‌گذارند و بازی‌های فوق‌العاده ای انجام داده‌است

## تیم ملی
وی همچنین در تیم ملی فوتبال اوکراین بازی کرده‌است.
این بازیکن قدرت بالایی در شوت و تکنیکی نیز هست در زیر نوزده ساله‌های تیم ملی اکراین نیز بازی کرده و از آکادمی سیتی نیز بوده.

## افتخارات
- لیگ برتر انگلیس: ۲۰۱۸–۲۰۱۹
- جام حذفی فوتبال انگلیس: ۲۰۱۸–۲۰۱۹
- جام اتحادیه انگلیس: ۲۰۱۸–۲۰۱۹، ۲۰۱۹–۲۰۲۰
- جام خیریه انگلیس: ۲۰۱۸، ۲۰۱۹